# 木津川市立木津第二中学校
木津川市立木津第二中学校（きづがわしりつきづだいにちゅうがっこう）は、京都府木津川市にある市立の中学校である。
略して木津二中（きづにちゅう）や木津二（きづに）、二中（にちゅう）、第二中（だいにちゅう）とも言う。

## 沿革
- 1986年4月1日 - 木津川市立木津中学校から分離し、開校。
- 1989年3月9日 - 校歌が発表される
- 1992年3月7日 - PTAが発足する
- 1993年3月25日 - 新校舎完成（南校舎）
- 2000年4月1日 - 特別支援学級開設
- 2004年8月2日 - 校内LAN整備
- 2004年9月1日 - 普通教室扇風機設置
- 2007年3月12日 - 市制施行に伴い、木津町立から木津川市立に改称。
- 2008年4月8日 - 木津川台地区の生徒が、木津中学校から、木津第二中学校へ。
- 2010年4月7日 - 全学年に全校区の生徒が入る。（開校25年目）
- 2021年4月1日 - 国のGIGAスクール構想及び、市のICT教育推進計画に基づき一人一台のタブレット型PCの使用を開始。[1]

## 概要
1986年、相楽ニュータウンの造成に伴う人口増加に伴い、旧木津町2校目の中学校として開校した。敷地面積は約0.04平方キロメートルで3階建ての3つの校舎と体育館、屋外プールを持つ。基本的に徒歩通学となっているが、木津川台地区の生徒のみ自転車通学が認められている。「フレンド学級」と呼ばれる特別支援学級が2クラス設けられている。文化祭はなく代わりに文化発表会というのがあり、例年、2日間行われてきたが、2014年から1日のみになった。2008年に木津川台地区が木津中学校校区から本校の校区に変更されたが、それ以前に木津中学校へ入学した生徒はそのまま木津中学校を卒業した。現在では、生徒数の減少に伴い、小中一貫校として校区の小学校との統合、再編も検討されている。

### 校訓
- 友愛
- 礼節
- 協力

### 校区
- 木津川市立高の原小学校
- 木津川市立相楽台小学校
- 木津川市立木津川台小学校

### クラス数
- 1年:4クラス
- 2年:3クラス
- 3年:3クラス

（2025年度）

## 出身有名人
- 田中浩康 - 元プロ野球選手・現 横浜DeNAベイスターズ[3]二軍内野守備走塁コーチ
- 横山由依 - AKB48

## 部活動
体育系
- 野球部
- サッカー部
- 陸上部
- 男子バスケットボール部
- 女子バスケットボール部
- 男子バレーボール部
- 女子バレーボール部
- バドミントン部
- 男子ソフトテニス部
- 女子ソフトテニス部
- 卓球部

文化系
- 吹奏楽部
- サイエンス部
- 美術部

## 周辺の施設
- 木津川市立高の原小学校
- 精華町立精華南中学校
- 京都府立南陽高等学校・附属中学校
- イオンモール高の原
- 近鉄高の原駅
- 兜谷公園
- ハイタッチ・リサーチパーク
  - 積水ハウス総合住宅研究所
- 木津川市立兜台保育園
- 木津川市立高の原幼稚園
- 相楽中部消防署木津西出張所

## 周辺の道路
- 京都府道328号相楽台桜が丘線
- 国道163号
- 京奈和自動車道

## 通学区域が隣接している学校
- 木津川市立木津中学校
- 精華町立精華中学校
- 精華町立精華西中学校
- 精華町立精華南中学校
- （奈良県）奈良市立ならやま小中学校
- （奈良県）奈良市立平城東中学校